# Mathilde Du Monceau de Bergendal
Jkvr. Mathilde Félicie Marie Josèphe Ghislaine Du Monceau de Bergendal, ook De Berkendal (Schaarbeek, 23 februari 1877 – Luik, 26 december 1952) was een Belgische kunstschilderes.

## Leven en werk
Mathilde Du Monceau de Bergendal is de dochter van graaf Gustave Du Monceau de Bergendal en Léonie Dangonau. Ze huwde met Léon Dupont, maar dat huwelijk werd in 1911 ontbonden. 
Du Monceau was een post-impressionistische landschapschilder. Op haar werk staan vooral landschappen, industriële sites uit Wallonië en Vlaanderen, zoals realistische mijnwerkersdorpen en tuinen en stillevens met bloemen afgebeeld. Dumonceau haalde inspiratie uit haar thuisstad Luik en uit haar reizen naar Italië, Mallorca en Argentinië. 
Ze studeerde aan de Académie des Beaux-Arts de Saint-Luc in Luik waar ze les kreeg van onder meer landschapschilders Auguste Donnay, Victor Gilsoul en Geo Bernier. Vooral de eerste oefende een grote invloed uit op het werk van Du Monceau. Ze was bevriend met de Belgische kunstschilderes Louise Brohée. In de jaren 1920 was ze actief in het Brusselse artistieke en literaire leven. 
Haar werken zijn te bezichtigen in het KMSKA te Antwerpen en La Boverie te Luik. 
- RKD-Nederlands Instituut voor Kunstgeschiedenis: 95407